# 도바촌 (이바라키현)
도바촌(鳥羽村)은 이바라키현 마카베군에 일찍이 존재했던 촌이다.

## 지리
- 현재 지쿠사이시의 남동부, 옛 아키노정의 서부에 위치한다.
- 촌은 고원과 평지가 뒤섞인 골짜기가 많은 지형이다.
- 촌은 고가이강 동쪽 기슭에 위치한다

## 역사
- 1889년 4월 1일 - 정촌제 시행에 의해 마카베군 도바촌이 성립하였다.
- 1954년 11월 13일 - 우에노촌, 오무라촌, 무라타촌과 합병해, 아케노정이 성립하여, 오무라촌은 폐지되었다.

## 인구
| 1891년 | 1,871 |
| 1920년 | 1,958 |
| 1935년 | 2,179 |
| 1950년 | 2,665 |

## 참고문헌
- 角川日本地名大辞典編纂委員会『가도카와 일본 지명 대사전 8 茨城県』、가도카와 쇼텐、1983年 ISBN 4040010809
- 日本加除出版株式会社編集部『全国市町村名変遷総覧』、日本加除出版、2006年、ISBN 4817813180